# Гасановка
Гасановка (укр. Гасанівка) — посёлок,
Дружелюбовский сельский совет,
Вольнянский район,
Запорожская область,
Украина.
Код КОАТУУ — 2321581402. Население по переписи 2001 года составляло 216 человек.

## Географическое положение
Посёлок Гасановка находится в 2-х км от правого берега реки Мокрая Московка,
на расстоянии в 1,5 км от села Новоивановское.
По селу протекает пересыхающий ручей с запрудой.

## История
- 1923 год — дата основания.

## Экология
- На расстоянии в 1,5 км от села расположен аэродром «Запорожье» (Мокрая).